# Semaines sociales de France
Die Semaines Sociales de France (SSF) (Französische Sozialwochen) ist eine 1904 begründete soziale Initiative in Frankreich.
Die Semaines sociales de France wurden Anfang des 20. Jahrhunderts durch zwei engagierte Katholiken, Marius Gonin aus Lyon und Adéodat Boissard aus Lille, gegründet. Ziel war es, auf den massiven Wandel in der Arbeitswelt zu reagieren. Ethische Grundlage war die Enzyklika Rerum Novarum von Papst Leo XIII., der mit dieser Schrift von 1891 als Gründer der modernen Soziallehre der katholischen Kirche gilt. Erster Präsident war Henri Lorin.
Die SSF gilt heute als unabhängige Beobachtungsstelle für das soziale Leben in Frankreich, das in der jährlichen Tagung ausführlich diskutiert wird. An der Tagung nehmen circa 3.000 Teilnehmer teil. Deutsche Partnerorganisation ist das Zentralkomitee der deutschen Katholiken (ZdK).
2007 hat Jérôme Vignon den Vorsitz von Michel Camdessus übernommen, der seit 2000 Amtsinhaber war.